# 有机催化

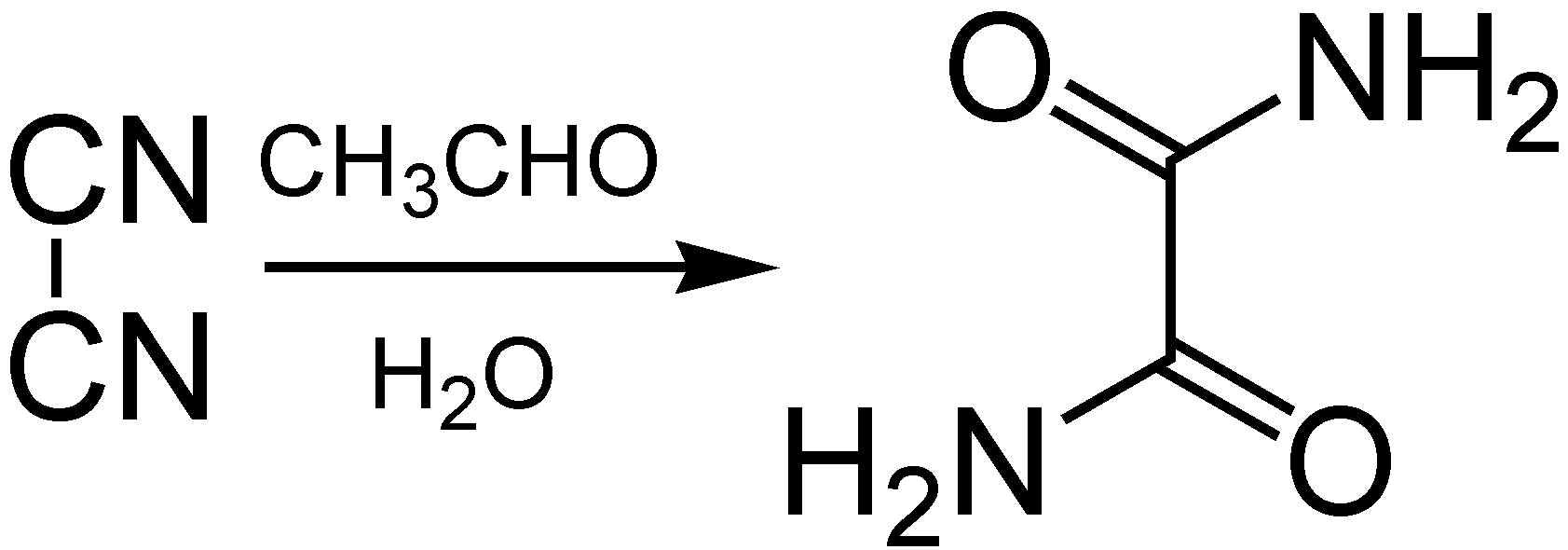
1860年李比希以乙醛为催化剂，成功实现了从氰至草酰胺的转化。这是最早的有机催化反应。

有机催化（Organocatalysis）是指只含碳、氢、硫和其他非金属元素的“有机催化剂”对化学反应的催化作用。这是目前有机合成中最热门的领域之一。它又可按照催化机理分为烯胺活化、亚胺离子活化、SOMO活化、氢键活化（硫脲催化、手性质子酸催化、寡肽催化、金鸡纳生物碱催化）、手性相转移催化剂活化和氮杂环卡宾活化等。
有机催化反应实际上很早就有报道。20世纪70年代发现的Hajos–Parrish–Eder–Sauer–Wiechert反应就是脯氨酸催化的分子内羟醛反应。2000年，List等将此反应用于不对称的分子间羟醛反应，在JACS上发表题为《脯氨酸催化的直接不对称羟醛反应》的通讯，标志着有机催化的复兴。同年MacMillan创制出“有机催化”一词，并提出一种全新的有机催化机理——亚胺活化。
2021年诺贝尔化学奖（Nobel Prize in Chemistry）经瑞典皇家科学院授予本亚明·利斯特（Benjamin List）和戴维·麦克米伦（David W.C. MacMillan），以表彰他们在“不对称有机催化的发展”上做出的贡献。